# 다이아나 카노바
다이아나 카노바(Diana Canova, 1953년 6월 1일 ~ )는 미국의 배우, 텔레비전 배우, 영화배우이다.

## 방송
- 제시카의 추리극장
- 꿈꾸는 낙원

## 영화
- 원 트루 씽 (1998년)
- 꿈꾸는 낙원 (1978년)
- 사랑의 유람선 (1977년)
- 퍼스트 뉴디 뮤지컬 (1976년)